# Michał Kroczak
Michał Kroczak (ur. 28 listopada 2000 w Prudniku) – polski koszykarz występujący na pozycji rzucającego obrońcy, obecnie zawodnik Kinga Szczecin.
Uczęszczał do Szkoły Podstawowej nr 1 w Prudniku. Grać w koszykówkę zaczął w klubie MKS Smyk Prudnik, w którym występował w latach 2014–2016. W 2017 przeszedł do WKK Wrocław. 15 maja 2021 został zawodnikiem Kinga Szczecin. W grudniu 2023 został zawodnikiem Sokoła Łańcut.

## Osiągnięcia
Stan na 31 maja 2021.

### Drużynowe
Seniorskie
- Brązowy medalista rozgrywek I ligi (2020)

Młodzieżowe
- Mistrz Polski 3×3 w kategorii U–23 (2018)
- Wicemistrz Polski juniorów starszych (2018)
- Uczestnik mistrzostw Polski:
  -     - juniorów starszych (2018, 2019, 2020)
    - juniorów (2018)
    - kadetów (2015)

Reprezentacja 3x3
- Uczestnik mistrzostw Europy 3x3 U18 (2018 – 14. miejsce)